# Dark Seed
Dark Seed je hororová point-and-click adventura vyvinutá a vydaná v roce 1992 společností Cyberdreams. Existují verze pro MS-DOS, Macintosh, Amiga, Amiga CD32, PlayStation a Sega Saturn. Děj se odehrává ve dvou světech: běžné realitě a temném paralelním světě stvořeném švýcarským umělcem a designérem Hansem R. Gigerem (autorem Vetřelce).
V roce 1995 vzniklo pokračování Dark Seed II.

## Popis
Hráč ovládá postavu Mika Dawsona, který ve svém novém domě bojuje s bolestmi hlavy a podivnými vizemi. Po postupu ve hře se ocitne v bizarním paralelním světě obývaným mimozemskou rasou silně evokující právě Vetřelce. Akce v obou světech se navzájem ovlivňují.
Obtížnost hry je vysoká a komplikuje ji čas. Hráč musí plnit konkrétní úkoly v konkrétní čas, pokud se mu nepodaří rozluštit záhady v průběhu tří dní, jeho postava Mike umírá kvůli „temnému semeni“ (překlad titulu) v jeho hlavě.
Hra je udělaná ve VGA grafice s point-and-click ovládáním klasickým v žánru adventur.